# Pristina evelinae
Pristina evelinae är en ringmaskart som beskrevs av Ernst Marcus 1943. Pristina evelinae ingår i släktet Pristina och familjen glattmaskar. Inga underarter finns listade i Catalogue of Life.